# 凌霞新
凌霞新（1898年—1980年），湖南平江人，中华人民共和国政治人物。

## 生平
日本东京帝国大学毕业，并在东京学士院研究选矿学。1924年回国，从事矿业开采和管理工作，历任临武香花岭锡矿局局长，平江金矿局局长，湖南省建设厅矿科科长和专门委员，湖南冷家溪金矿和羊牯泡锡矿经理、工程师等职。1934年，与人集资到瑶岗仙开采钨矿，任泽民公司驻山经理，生产鼎盛时拥有职工近三千人，月产矿砂八十多吨。抗日战争开始后，产量急剧下降，1946年将矿售与国民政府资源委员会。同时在资兴、郴县等地独资经营锡矿和煤矿，在长沙、萍乡等地分别投资经营工业。曾掩护中共地下工作人员。
1951年，将其经营的裕民煤矿捐献给人民政府。先后任湖南省人民政府参事室参事、湖南省第五届人大常委会副主任、民主建国会中央委员和湖南省主任委员、全国工商联常委和湖南省主委、湖南省政协第二、四届副主席等职，此外担任全国人大第二至第五届代表。